# Corticattus
Corticattus Zhang & Maddison, 2012 è un genere di ragni appartenente alla famiglia Salticidae.

## Distribuzione
Le due specie note sono state reperite in America centrale (Portorico e Hispaniola).

## Tassonomia
Per la descrizione delle caratteristiche di questo genere sono stati esaminati gli esemplari tipo di C. latus Zhang & Maddison, 2012.
Non sono stati esaminati esemplari di questo genere dal 2017.
Attualmente, a febbraio 2022, si compone di 2 specie:
1. Corticattus guajataca Zhang & Maddison, 2012 — Portorico
2. Corticattus latus Zhang & Maddison, 2012[2] — Hispaniola